# Lucky Bhembe
Lucky Bhembe (ur. 25 października 1973) – suazyjski lekkoatleta, maratończyk.
Wziął udział w Letnich Igrzyskach Olimpijskich 2000, które odbyły się w Sydney, zajmując 51. pozycję.